# Chamberlinarius pujoli
Chamberlinarius pujoli är en spindeldjursart som först beskrevs av Jacqueline Heurtault 1983.  Chamberlinarius pujoli ingår i släktet Chamberlinarius och familjen tvåögonklokrypare. Inga underarter finns listade i Catalogue of Life.